# Irena Dziedzic
Sylwia Irena Dziedzic (ur. 20 czerwca 1925 w Kołomyi, zm. 5 listopada 2018 w Warszawie) – polska dziennikarka i prezenterka telewizyjna.

## Życiorys
Jej rodzicami byli Aleksandra Zajączkowska (zm. 1952) i Antoni-Marceli Dziedzic (zm. 1939). Była jedynaczką. Przed II wojną światową była uczennicą żeńskiej szkoły podstawowej, wychowanką w internacie ss. felicjanek w Zakładzie Sierot i Ubogich w Drohowyżu. Po zajęciu miasta przez Armię Czerwoną we wrześniu 1939 uczęszczała do koedukacyjnej szkoły średniej (tzw. dziesięciolatki) w dawnym gimnazjum żeńskim sióstr Notre Dame przy ul. Ochronek 8. W 1946 zdała eksternistycznie maturę w Krakowie.
Pracę zawodową rozpoczęła w 1946 jako redaktorka depesz w „Echu Krakowa”. W 1948 zamieszkała w Warszawie, gdzie początkowo pracowała jako depeszowiec w „Głosie Ludu”, a później w „Trybunie Ludu” i „Expressie Wieczornym”. W lutym 1952 zaczęła pracować w redakcji serwisu i publicystyki Radia Poland.
W marcu 1956 rozpoczęła pracę w Telewizji Polskiej jako prowadząca autorski program publicystyczno-rozrywkowy Tele-Echo, którego realizację zakończyła z końcem marca 1981 po stworzeniu 806 odcinków. W latach 1958–1960 była także spikerką TVP. W latach 1965–1967 prowadziła Dziennik Telewizyjny. W 1977 stworzyła redakcję kulturalną w Dzienniku Telewizyjnym, którą kierowała do 1981. Przez blisko dwa lata prowadziła Panoramę, była też gospodynią autorskiego programu publicystycznego Goście mile widziani. Wystąpiła w jednym z odcinków programu Lucjana Kydryńskiego Muzyka lekka, łatwa i przyjemna, w którym zaśpiewała utwór „Śpią rekiny w oceanie”.
Pod koniec lat 50. rozpoczęła pracę jako konferansjerka. Zaczynała od prowadzenia pokazów mody organizowanych przez Dom Mody Telimena. W latach 1961–1963, 1965, 1969–1970 i 1977–1980 współprowadziła Międzynarodowe Festiwale Piosenki w Sopocie (w latach 1977–1980 rozgrywane jako Festiwal Interwizji). W 1964 współprowadziła z Lucjanem Kydryńskim koncert z okazji jubileuszu dziennika „Życie Warszawy” w Sali Kongresowej w Warszawie. Prowadziła także recitale m.in. Jerzego Połomskiego.

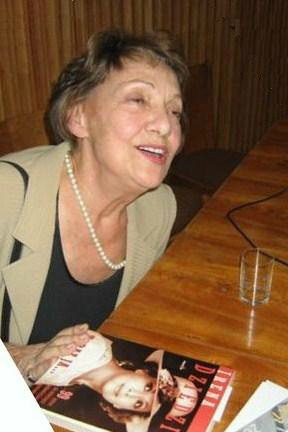
Dziedzic (2006)

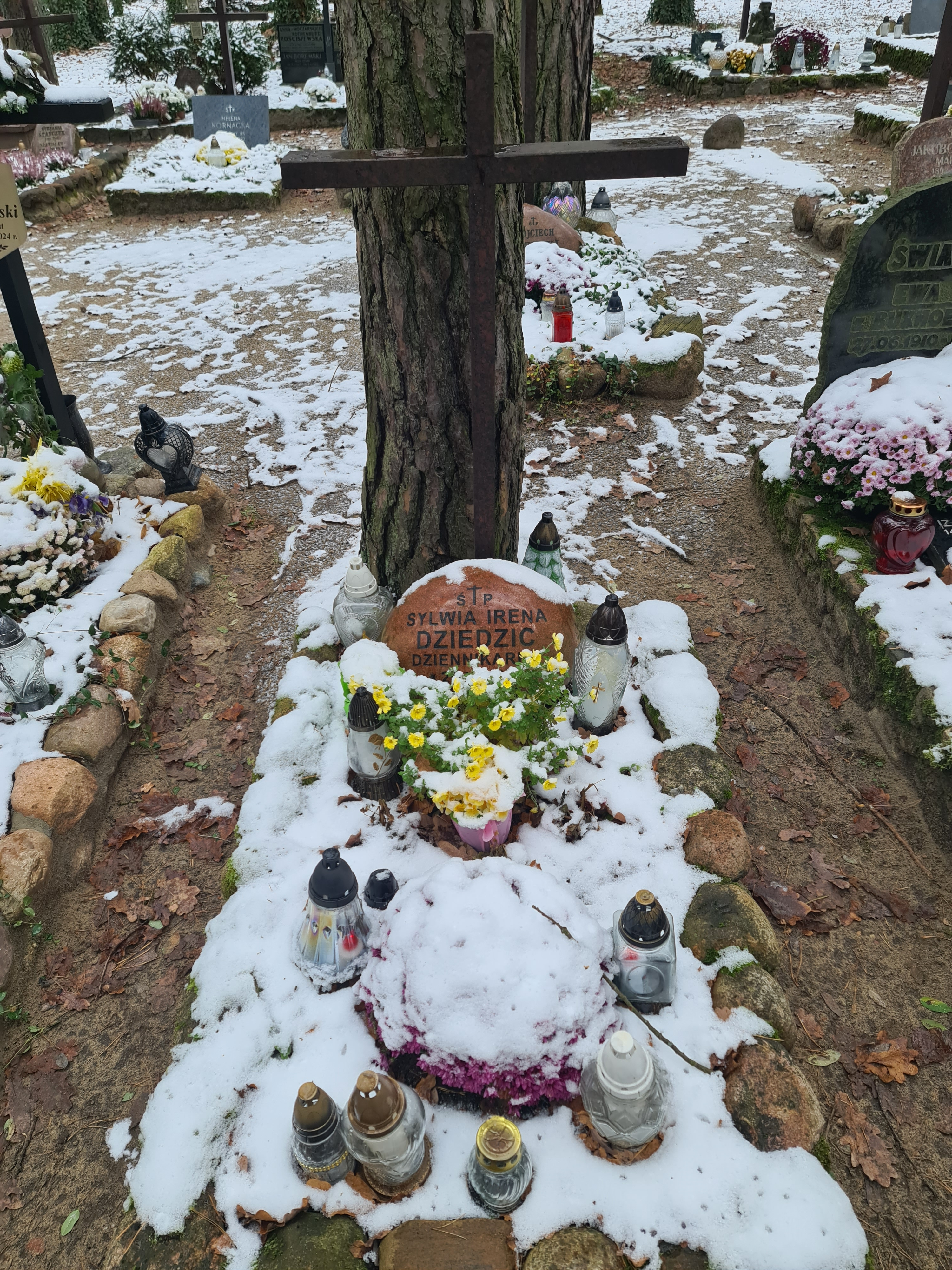
Grób Ireny Dziedzic na cmentarzu leśnym w Laskach

5 kwietnia 1981 wytoczyła proces o zniesławienie dziennikarzowi Januszowi Ratzko z czasopisma „Płomienie”, a także jego wspólnikowi, Jerzemu Pardusowi, z którymi w marcu 1988 wygrała w sądzie.
15 października 1983 wróciła na antenę TVP z autorskim programem Wywiady Ireny Dziedzic. 31 grudnia 1986 poprowadziła program sylwestrowy dla TVP2. 22 sierpnia 1991 zakończyła współpracę z TVP, kończąc tym samym tworzenie Wywiadów… po zrealizowaniu 206 odcinków programu.
W 1985 była członkinią Narodowej Rady Kultury.
W 1992 wydała książkę autobiograficzną pt. Teraz ja... 99 pytań do mistrzyni telewizyjnego wywiadu.
W latach 2002–2006 prezentowała swoje publicystyczne felietony w cotygodniowym cyklu Punkt widzenia w audycji Muzyka i aktualności w Programie I Polskiego Radia. Rozgłośnia zrezygnowała ze współpracy z Dziedzic po emisji felietonu, w którym mówiła o lustracji. Następnie zaczęła prowadzić blog internetowy.
W 2006 redakcja „Newsweeka” wymieniła Dziedzic jako jedną z dziennikarek, którym zarzucano tajną współpracę z SB w okresie PRL. 30 listopada 2010 Sąd Okręgowy Warszawa-Praga uznał ją za kłamcę lustracyjnego. W 2011 Sąd Apelacyjny w Warszawie, na jej wniosek, uchylił ten wyrok i skierował sprawę do ponownego rozpatrzenia. W październiku 2012 Sąd Okręgowy Warszawa-Praga uznał, że jej oświadczenie lustracyjne było zgodne z prawdą. Sprawę zakończył prawomocnie Sąd Apelacyjny w Warszawie, który 25 marca 2013 oddalił apelację IPN od wyroku I instancji.

## Życie prywatne
W połowie lat 50. była związana z Janem Suzinem, następnie pozostawała w nieformalnym związku z dziennikarzem Heinerem Tiede i aktorem Ignacym Gogolewskim. Była żoną dziennikarza radiowego Janusza Bałłabana, z którym się rozwiodła. Mieszkała na Saskiej Kępie w Warszawie. Była bezdzietna.
Została pochowana 14 stycznia 2019 na cmentarzu leśnym w Laskach.

## Filmografia
- 1962: Jutro premiera – gościnny występ
- 1965: Wojna domowa – gościnny występ
- 1969: Polowanie na muchy – jako redaktorka
- 1971: Kłopotliwy gość – gościnny występ
- 1995: Szczur – gościnny występ

## Odznaczenia
- Odznaka 1000-lecia Państwa Polskiego (1967)[40]